# サン＝マケール＝アン＝モージュ
サン＝マケール＝アン＝モージュ （Saint-Macaire-en-Mauges）は、フランス、ペイ・ド・ラ・ロワール地域圏、メーヌ＝エ＝ロワール県のかつて存在したコミューン。

## 地理
モージュ地方にあるアンジューのコミューン。サンタンドレ・ド・ラ・マルシュの北に位置し、県道63号線、県道91号線、県道147号線が通る。

## 歴史
古くはSpetvanまたはSpivan、Espivanと記された。これは、湿地や人を寄せ付けない環境を参照して、『広大な静寂』を意味している。マケールとは、2世紀にこの地方にキリスト教を伝道したという修道士の名からきている。
2014年、自治体間連合に加盟するコミューン全てが合併する計画が浮上した。2015年7月2日、自治体間連合に加盟するコミューンの全議会において、コミューン・ヌーヴェル（fr、サルコジ政権時代に成立したフランス国家領土改革法によって、合併して誕生したコミューンの名称）、セーヴルモワンヌ（Sèvremoine）を2015年12月15日に発足させることを可決した。正式に発表されたのは、2015年10月5日の県条例においてである。

## 人口統計
| 1962年 | 1968年 | 1975年 | 1982年 | 1990年 | 1999年 | 2006年 | 2012年 |
| ------ | ------ | ------ | ------ | ------ | ------ | ------ | ------ |
| 3486   | 3859   | 4850   | 5413   | 5543   | 5687   | 6424   | 7110   |

source=1999年までLdh/EHESS/Cassini、2004年以降INSEE

## 史跡
- グランド・ピエール・レヴェのメンヒル - 地面から6.2mの高さがある、アンジュー最大のメンヒル。